# Gran Premio de Austria de Motociclismo de 2023
El Gran Premio de Austria de Motociclismo de 2023 (oficialmente: : CryptoDATA Motorrad Grand Prix von Österreich) fue la décima prueba del Campeonato del Mundo de Motociclismo de 2023. Tuvo lugar en el fin de semana del 18 al 20 de agosto de 2023 en el Red Bull Ring, situado en la ciudad de Spielberg, Estiria (Austria).
La carrera al sprint de MotoGP fue ganada por Francesco Bagnaia, seguido de Brad Binder y Jorge Martín.
La carrera de MotoGP fue ganada por Francesco Bagnaia, seguido de Brad Binder y Marco Bezzecchi. Celestino Vietti fue el ganador de la prueba de Moto2, por delante de Pedro Acosta y Ai Ogura. La carrera de Moto3 fue ganada por Deniz Öncü, Daniel Holgado fue segundo y Ayumu Sasaki tercero.
Esta prueba fue la sexta ronda doble de la Temporada 2023 del Campeonato del Mundo de MotoE. La primera carrera de MotoE fue ganada por Mattia Casadei, Eric Granado fue segundo y Kevin Zannoni tercero. La segunda carrera fue ganada por Mattia Casadei, seguido de Matteo Ferrari y Kevin Zannoni.

## Resultados

### Resultados MotoGP

#### Carrera al sprint
| Pos.    | N.º | Piloto                | Equipo                       | Constructor | Vueltas | Tiempo    | Parrilla | Puntos |
| ------- | --- | --------------------- | ---------------------------- | ----------- | ------- | --------- | -------- | ------ |
| 1       | 1   | Francesco Bagnaia     | Ducati Lenovo Team           | Ducati      | 14      | 21:01.844 | 1        | 12     |
| 2       | 33  | Brad Binder           | Red Bull KTM Factory Racing  | KTM         | 14      | +2.056    | 3        | 9      |
| 3       | 89  | Jorge Martín          | Prima Pramac Racing          | Ducati      | 14      | +5.045    | 12       | 7      |
| 4       | 73  | Álex Márquez          | Gresini Racing MotoGP        | Ducati      | 14      | +8.252    | 5        | 6      |
| 5       | 43  | Jack Miller           | Red Bull KTM Factory Racing  | KTM         | 14      | +11.365   | 4        | 5      |
| 6       | 44  | Pol Espargaró         | GasGas Factory Racing Tech3  | KTM         | 14      | +11.816   | 16       | 4      |
| 7       | 41  | Aleix Espargaró       | Aprilia Racing               | Aprilia     | 14      | +11.960   | 11       | 3      |
| 8       | 12  | Maverick Viñales      | Aprilia Racing               | Aprilia     | 14      | +11.984   | 2        | 2      |
| 9       | 21  | Franco Morbidelli     | Monster Energy Yamaha MotoGP | Yamaha      | 14      | +13.634   | 14       | 1      |
| 10      | 93  | Marc Márquez          | Repsol Honda Team            | Honda       | 14      | +14.435   | 18       |        |
| 11      | 49  | Fabio Di Giannantonio | Gresini Racing MotoGP        | Ducati      | 14      | +15.251   | 20       |        |
| 12      | 36  | Joan Mir              | Repsol Honda Team            | Honda       | 14      | +16.740   | 15       |        |
| 13      | 23  | Enea Bastianini       | Ducati Lenovo Team           | Ducati      | 14      | +18.825   | 13       |        |
| 14      | 25  | Raúl Fernández        | CryptoData RNF MotoGP Team   | Aprilia     | 14      | +19.536   | 17       |        |
| 15      | 20  | Fabio Quartararo      | Monster Energy Yamaha MotoGP | Yamaha      | 14      | +22.321   | 9        |        |
| 16      | 27  | Iker Lecuona          | LCR Honda Castrol            | Honda       | 14      | +25.593   | 21       |        |
| 17      | 37  | Augusto Fernández     | GasGas Factory Racing Tech3  | KTM         | 14      | +25.789   | 22       |        |
| Ret     | 5   | Johann Zarco          | Prima Pramac Racing          | Ducati      | 11      | Colisión  | 10       |        |
| Ret     | 10  | Luca Marini           | Mooney VR46 Racing Team      | Ducati      | 6       | Colisión  | 6        |        |
| Ret     | 32  | Lorenzo Savadori      | Aprilia Racing               | Aprilia     | 5       | Colisión  | 23       |        |
| Ret     | 30  | Takaaki Nakagami      | LCR Honda Idemitsu           | Honda       | 2       | Caída     | 19       |        |
| Ret     | 72  | Marco Bezzecchi       | Mooney VR46 Racing Team      | Ducati      | 1       | Colisión  | 7        |        |
| Ret     | 88  | Miguel Oliveira       | CryptoData RNF MotoGP Team   | Aprilia     | 0       | Colisión  | 8        |        |
| Fuente: |     |                       |                              |             |         |           |          |        |

#### Carrera larga
| Pos.    | N.º | Piloto                | Equipo                       | Constructor | Vueltas | Tiempo    | Parrilla | Puntos |
| ------- | --- | --------------------- | ---------------------------- | ----------- | ------- | --------- | -------- | ------ |
| 1       | 1   | Francesco Bagnaia     | Ducati Lenovo Team           | Ducati      | 28      | 42:23.315 | 1        | 25     |
| 2       | 33  | Brad Binder           | Red Bull KTM Factory Racing  | KTM         | 28      | +5.191    | 3        | 20     |
| 3       | 72  | Marco Bezzecchi       | Mooney VR46 Racing Team      | Ducati      | 28      | +7.708    | 7        | 16     |
| 4       | 10  | Luca Marini           | Mooney VR46 Racing Team      | Ducati      | 28      | +10.343   | 6        | 13     |
| 5       | 73  | Álex Márquez          | Gresini Racing MotoGP        | Ducati      | 28      | +11.039   | 5        | 11     |
| 6       | 12  | Maverick Viñales      | Aprilia Racing               | Aprilia     | 28      | +11.724   | 2        | 10     |
| 7       | 89  | Jorge Martín          | Prima Pramac Racing          | Ducati      | 28      | +12.917   | 12       | 9      |
| 8       | 20  | Fabio Quartararo      | Monster Energy Yamaha MotoGP | Yamaha      | 28      | +19.509   | 9        | 8      |
| 9       | 41  | Aleix Espargaró       | Aprilia Racing               | Aprilia     | 28      | +20.231   | 11       | 7      |
| 10      | 23  | Enea Bastianini       | Ducati Lenovo Team           | Ducati      | 28      | +20.729   | 13       | 6      |
| 11      | 21  | Franco Morbidelli     | Monster Energy Yamaha MotoGP | Yamaha      | 28      | +21.527   | 14       | 5      |
| 12      | 93  | Marc Márquez          | Repsol Honda Team            | Honda       | 28      | +23.027   | 18       | 4      |
| 13      | 5   | Johann Zarco          | Prima Pramac Racing          | Ducati      | 28      | +24.259   | 10       | 3      |
| 14      | 37  | Augusto Fernández     | GasGas Factory Racing Tech3  | KTM         | 28      | +25.365   | 22       | 2      |
| 15      | 43  | Jack Miller           | Red Bull KTM Factory Racing  | KTM         | 28      | +25.475   | 4        | 1      |
| 16      | 44  | Pol Espargaró         | GasGas Factory Racing Tech3  | KTM         | 28      | +28.073   | 16       |        |
| 17      | 49  | Fabio Di Giannantonio | Gresini Racing MotoGP        | Ducati      | 28      | +28.998   | 20       |        |
| 18      | 30  | Takaaki Nakagami      | LCR Honda Idemitsu           | Honda       | 28      | +32.316   | 19       |        |
| 19      | 32  | Lorenzo Savadori      | Aprilia Racing               | Aprilia     | 28      | +42.392   | 23       |        |
| 20      | 27  | Iker Lecuona          | LCR Honda Castrol            | Honda       | 28      | +46.23    | 21       |        |
| Ret     | 25  | Raúl Fernández        | CryptoData RNF MotoGP Team   | Aprilia     | 27      | Retirado  | 17       |        |
| Ret     | 36  | Joan Mir              | Repsol Honda Team            | Honda       | 12      | Caída     | 15       |        |
| Ret     | 88  | Miguel Oliveira       | CryptoData RNF MotoGP Team   | Aprilia     | 6       | Retirado  | 8        |        |
| 1. 2.   |     |                       |                              |             |         |           |          |        |
| Fuente: |     |                       |                              |             |         |           |          |        |

### Resultados Moto2
| Pos.    | N.º | Piloto                  | Constructor | Vueltas | Tiempo       | Parrilla | Puntos |
| ------- | --- | ----------------------- | ----------- | ------- | ------------ | -------- | ------ |
| 1       | 13  | Celestino Vietti        | Kalex       | 23      | 36:25.093    | 3        | 25     |
| 2       | 37  | Pedro Acosta            | Kalex       | 23      | +1.435       | 1        | 20     |
| 3       | 79  | Ai Ogura                | Kalex       | 23      | +5.189       | 2        | 16     |
| 4       | 96  | Jake Dixon              | Kalex       | 23      | +6.145       | 4        | 13     |
| 5       | 35  | Somkiat Chantra         | Kalex       | 23      | +8.635       | 5        | 11     |
| 6       | 14  | Tony Arbolino           | Kalex       | 23      | +14.054      | 7        | 10     |
| 7       | 12  | Filip Salač             | Kalex       | 23      | +14.492      | 12       | 9      |
| 8       | 11  | Sergio García           | Kalex       | 23      | +16.445      | 16       | 8      |
| 9       | 54  | Fermín Aldeguer         | Boscoscuro  | 23      | +17.178      | 6        | 7      |
| 10      | 3   | Lukas Tulovic           | Kalex       | 23      | +35.361      | 18       | 6      |
| 11      | 71  | Dennis Foggia           | Kalex       | 23      | +37.855      | 17       | 5      |
| 12      | 52  | Jeremy Alcoba           | Kalex       | 23      | +39.551      | 25       | 4      |
| 13      | 28  | Izan Guevara            | Kalex       | 23      | +40.213      | 19       | 3      |
| 14      | 24  | Marcos Ramírez          | Kalex       | 23      | +40.410      | 23       | 2      |
| 15      | 64  | Bo Bendsneyder          | Kalex       | 23      | +41.098      | 20       | 1      |
| 16      | 72  | Borja Gómez             | Kalex       | 23      | +43.446      | 22       |        |
| 17      | 67  | Alberto Surra           | Forward     | 23      | +45.018      | 26       |        |
| 18      | 33  | Rory Skinner            | Kalex       | 23      | +47.622      | 24       |        |
| 19      | 73  | Mattia Rato             | Kalex       | 23      | +49.861      | 28       |        |
| 20      | 5   | Kohta Nozane            | Kalex       | 23      | +57.039      | 27       |        |
| 21      | 21  | Alonso López            | Boscoscuro  | 23      | +1:09.264    | 11       |        |
| 22      | 84  | Zonta van den Goorbergh | Kalex       | 23      | +1:10.514    | 13       |        |
| Ret     | 16  | Joe Roberts             | Kalex       | 11      | Retirado     | 21       |        |
| Ret     | 40  | Arón Canet              | Kalex       | 10      | Caída        | 10       |        |
| Ret     | 75  | Albert Arenas           | Kalex       | 9       | Caída        | 8        |        |
| Ret     | 18  | Manuel González         | Kalex       | 7       | Caída        | 9        |        |
| Ret     | 15  | Darryn Binder           | Kalex       | 2       | Caída        | 15       |        |
| Ret     | 22  | Sam Lowes               | Kalex       | 2       | Caída        | 14       |        |
| Ret     | 17  | Álex Escrig             | Forward     |         | No participó |          |        |
| Ret     | 7   | Barry Baltus            | Kalex       |         | No participó |          |        |
| 1. 2.   |     |                         |             |         |              |          |        |
| Fuente: |     |                         |             |         |              |          |        |

### Resultados Moto3
| Pos.    | N.º | Piloto             | Constructor | Vueltas | Tiempo        | Parrilla | Puntos |
| ------- | --- | ------------------ | ----------- | ------- | ------------- | -------- | ------ |
| 1       | 53  | Deniz Öncü         | KTM         | 20      | 34:04.291     | 3        | 25     |
| 2       | 96  | Daniel Holgado     | KTM         | 20      | +0.005        | 2        | 20     |
| 3       | 71  | Ayumu Sasaki       | Husqvarna   | 20      | +0.119        | 8        | 16     |
| 4       | 95  | Collin Veijer      | Husqvarna   | 20      | +0.136        | 1        | 13     |
| 5       | 48  | Iván Ortolá        | KTM         | 20      | +3.135        | 18       | 11     |
| 6       | 54  | Riccardo Rossi     | Honda       | 20      | +5.270        | 6        | 10     |
| 7       | 6   | Ryusei Yamanaka    | Gas Gas     | 20      | +8.137        | 13       | 9      |
| 8       | 10  | Diogo Moreira      | KTM         | 20      | +8.382        | 19       | 8      |
| 9       | 44  | David Muñoz        | KTM         | 20      | +8.453        | 10       | 7      |
| 10      | 82  | Stefano Nepa       | KTM         | 20      | +8.615        | 11       | 6      |
| 11      | 99  | José Antonio Rueda | KTM         | 20      | +8.667        | 5        | 5      |
| 12      | 18  | Matteo Bertelle    | Honda       | 20      | +9.239        | 16       | 4      |
| 13      | 24  | Tatsuki Suzuki     | Honda       | 20      | +9.516        | 12       | 3      |
| 14      | 27  | Kaito Toba         | Honda       | 20      | +14.741       | 21       | 2      |
| 15      | 38  | David Salvador     | KTM         | 20      | +19.343       | 25       | 1      |
| 16      | 66  | Joel Kelso         | CFMoto      | 20      | +19.415       | 9        |        |
| 17      | 55  | Romano Fenati      | Honda       | 20      | +19.526       | 14       |        |
| 18      | 72  | Taiyo Furusato     | Honda       | 20      | +20.346       | 17       |        |
| 19      | 43  | Xavier Artigas     | CFMoto      | 20      | +21.524       | 22       |        |
| 20      | 12  | Noah Dettwiler     | CFMoto      | 20      | +21.758       | 23       |        |
| 21      | 7   | Filippo Farioli    | KTM         | 20      | +21.850       | 24       |        |
| 22      | 19  | Scott Ogden        | Honda       | 20      | +22.293       | 15       |        |
| 23      | 33  | Tatchakorn Buasri  | Honda       | 20      | +29.684       | 29       |        |
| 24      | 20  | Lorenzo Fellon     | KTM         | 20      | +31.814       | 30       |        |
| 25      | 22  | Ana Carrasco       | KTM         | 20      | +31.858       | 26       |        |
| 26      | 64  | Mario Aji          | Honda       | 20      | +32.013       | 27       |        |
| 27      | 70  | Joshua Whatley     | Honda       | 20      | +36.954       | 28       |        |
| 28      | 63  | Syarifuddin Azman  | KTM         | 20      | +45.512       | 20       |        |
| 29      | 80  | David Alonso       | Gas Gas     | 20      | +1 vuelta     | 7        |        |
| Ret     | 5   | Jaume Masiá        | Honda       | 3       | Fallo técnico | 4        |        |
| 1.      |     |                    |             |         |               |          |        |
| Fuente: |     |                    |             |         |               |          |        |

### MotoE

#### Race 1
| Pos.    | N.º | Piloto             | Vueltas | Tiempo    | Parrilla | Puntos |
| ------- | --- | ------------------ | ------- | --------- | -------- | ------ |
| 1       | 40  | Mattia Casadei     | 7       | 11:37.993 | 2        | 25     |
| 2       | 51  | Eric Granado       | 7       | +1.218    | 3        | 20     |
| 3       | 21  | Kevin Zannoni      | 7       | +1.382    | 1        | 16     |
| 4       | 4   | Héctor Garzó       | 7       | +1.466    | 6        | 13     |
| 5       | 81  | Jordi Torres       | 7       | +4.114    | 8        | 11     |
| 6       | 77  | Miquel Pons        | 7       | +5.950    | 7        | 10     |
| 7       | 61  | Alessandro Zaccone | 7       | +8.394    | 17       | 9      |
| 8       | 8   | Mika Pérez         | 7       | +9.199    | 15       | 8      |
| 9       | 34  | Kevin Manfredi     | 7       | +9.498    | 9        | 7      |
| 10      | 53  | Tito Rabat         | 7       | +9.637    | 12       | 6      |
| 11      | 3   | Randy Krummenacher | 7       | +9.806    | 10       | 5      |
| 12      | 99  | Oscar Gutiérrez    | 7       | +9.980    | 13       | 4      |
| 13      | 29  | Nicolas Spinelli   | 7       | +10.585   | 14       | 3      |
| 14      | 72  | Alessio Finello    | 7       | +11.719   | 16       | 2      |
| 15      | 6   | María Herrera      | 7       | +17.012   | 18       | 1      |
| 16      | 11  | Matteo Ferrari     | 7       | +1:30.121 | 4        |        |
| Ret     | 78  | Hikari Okubo       | 5       | Retirado  | 5        |        |
| Ret     | 9   | Andrea Mantovani   | 0       | Caída     | 11       |        |
| Fuente: |     |                    |         |           |          |        |

#### Race 2
| Pos.    | N.º | Piloto             | Vueltas | Tiempo    | Parrilla | Puntos |
| ------- | --- | ------------------ | ------- | --------- | -------- | ------ |
| 1       | 40  | Mattia Casadei     | 7       | 11:37.686 | 2        | 25     |
| 2       | 11  | Matteo Ferrari     | 7       | +0.077    | 4        | 20     |
| 3       | 21  | Kevin Zannoni      | 7       | +0.373    | 1        | 16     |
| 4       | 77  | Miquel Pons        | 7       | +2.158    | 7        | 13     |
| 5       | 4   | Héctor Garzó       | 7       | +2.246    | 6        | 11     |
| 6       | 81  | Jordi Torres       | 7       | +3.929    | 8        | 10     |
| 7       | 3   | Randy Krummenacher | 7       | +5.638    | 10       | 9      |
| 8       | 78  | Hikari Okubo       | 7       | +6.337    | 5        | 8      |
| 9       | 9   | Andrea Mantovani   | 7       | +8.352    | 11       | 7      |
| 10      | 34  | Kevin Manfredi     | 7       | +8.868    | 9        | 6      |
| 11      | 61  | Alessandro Zaccone | 7       | +9.018    | 17       | 5      |
| 12      | 99  | Oscar Gutiérrez    | 7       | +9.101    | 13       | 4      |
| 13      | 29  | Nicolas Spinelli   | 7       | +9.436    | 14       | 3      |
| 14      | 53  | Tito Rabat         | 7       | +9.837    | 12       | 2      |
| 15      | 8   | Mika Pérez         | 7       | +10.527   | 15       | 1      |
| 16      | 72  | Alessio Finello    | 7       | +10.869   | 16       |        |
| 17      | 6   | María Herrera      | 7       | +19.039   | 18       |        |
| 18      | 51  | Eric Granado       | 7       | +43.639   | 3        |        |
| Fuente: |     |                    |         |           |          |        |